# دنیل آدامز
دنیل آدامز (انگلیسی: Daniel Adams؛ زادهٔ ۱ ژانویهٔ ۱۹۵۳) کارگردان فیلم اهل ایالات متحده آمریکا است.